# Rákóczifalva
Rákóczifalva là một thành phố thuộc hạt Jász-Nagykun-Szolnok, Hungary. Thành phố này có diện tích 35,94 km², dân số năm 2010 là 5424 người, mật độ 151 người/km².